# Boisset (Haute-Loire)
Boisset település Franciaországban, Haute-Loire megyében. Lakosainak száma 382 fő (2022. január 1.). Boisset Merle-Leignec, Saint-André-de-Chalencon, Saint-Julien-d’Ance, Saint-Pal-de-Chalencon, Tiranges és Valprivas községekkel határos.

## Népesség
A település népességének változása:
| Lakosok száma | 314  | 197  | 194  | 257  | 308  | 321  | 345  | 355  | 358  | 382  |
|               | 1968 | 1982 | 1990 | 2006 | 2013 | 2015 | 2017 | 2019 | 2020 | 2022 |